# Esko Laine
Esko Laine (* 25. September 1961) ist ein finnischer Kontrabassist.

## Karriere
Esko Laine studierte zuerst am Konservatorium von Hyvinkää in Finnland, danach an der Hochschule für Musik und Darstellende Kunst Frankfurt am Main sowie am Konservatorium Genf und an der Menuhin Akademie in Gstaad. Er hat mehrere Wettbewerbe gewonnen, darunter u. a. Isle of Man oder den Internationalen ARD Wettbewerb.
Mit 18 Jahren wurde er Mitglied des Finnischen Nationalopernorchesters. Seit 1986 ist er Mitglied der Berliner Philharmoniker, von 1999 bis 2001 und seit 2008 als Solobassist. Er ist Mitglied im Ensemble „Die Berliner“ und im Philharmonischen Oktett. Des Weiteren ist er als Dozent der Jungen Deutschen Philharmonie, des Gustav Mahler Jugendorchesters, der Herbert-von-Karajan-Akademie sowie für Meisterkurse u. a. in Finnland, Schweden, Italien, Deutschland und der Schweiz tätig. Seit 2000 unterrichtet er an der Orchester-Akademie der Berliner Philharmoniker und ist Professor für Kontrabass an der Hochschule für Musik „Hanns Eisler“ Berlin.